# Amaranthus taishanensis
Amaranthus taishanensis är en amarantväxtart som beskrevs av F. Z. Li och C. K. Ni. Amaranthus taishanensis ingår i släktet amaranter, och familjen amarantväxter. Inga underarter finns listade i Catalogue of Life.